# كوشك برج (فتح أباد)
كوشك برج (بالفارسية: کوشک برج) هي قرية تقع في إيران في Fathabad Rural District. يقدر عدد سكانها بـ 10 نسمة بحسب إحصاء 2016.